# 旧人類
旧人類（英語: Archaic humans）（もしくは旧人）は、ヒト属の種の区分で、50万年前（もしくは500ka）にホモ・エレクトス（原人）から進化したもののうち現生人類（ホモ・サピエンス）を除いたものを指す。
具体的にはホモ・ネアンデルターレンシス（40ka-300ka）、デニソワ人、ホモ・ローデシエンシス（125ka-300ka）、ホモ・ハイデルベルゲンシス（200ka-600ka）を指すが、ホモ・アンテセッサー（800ka-1200ka）を含める場合もある。この区分はホモ・サピエンス・イダルトゥとホモ・サピエンス・サピエンスが含まれる解剖学的現生人類と対比される。

## 概要

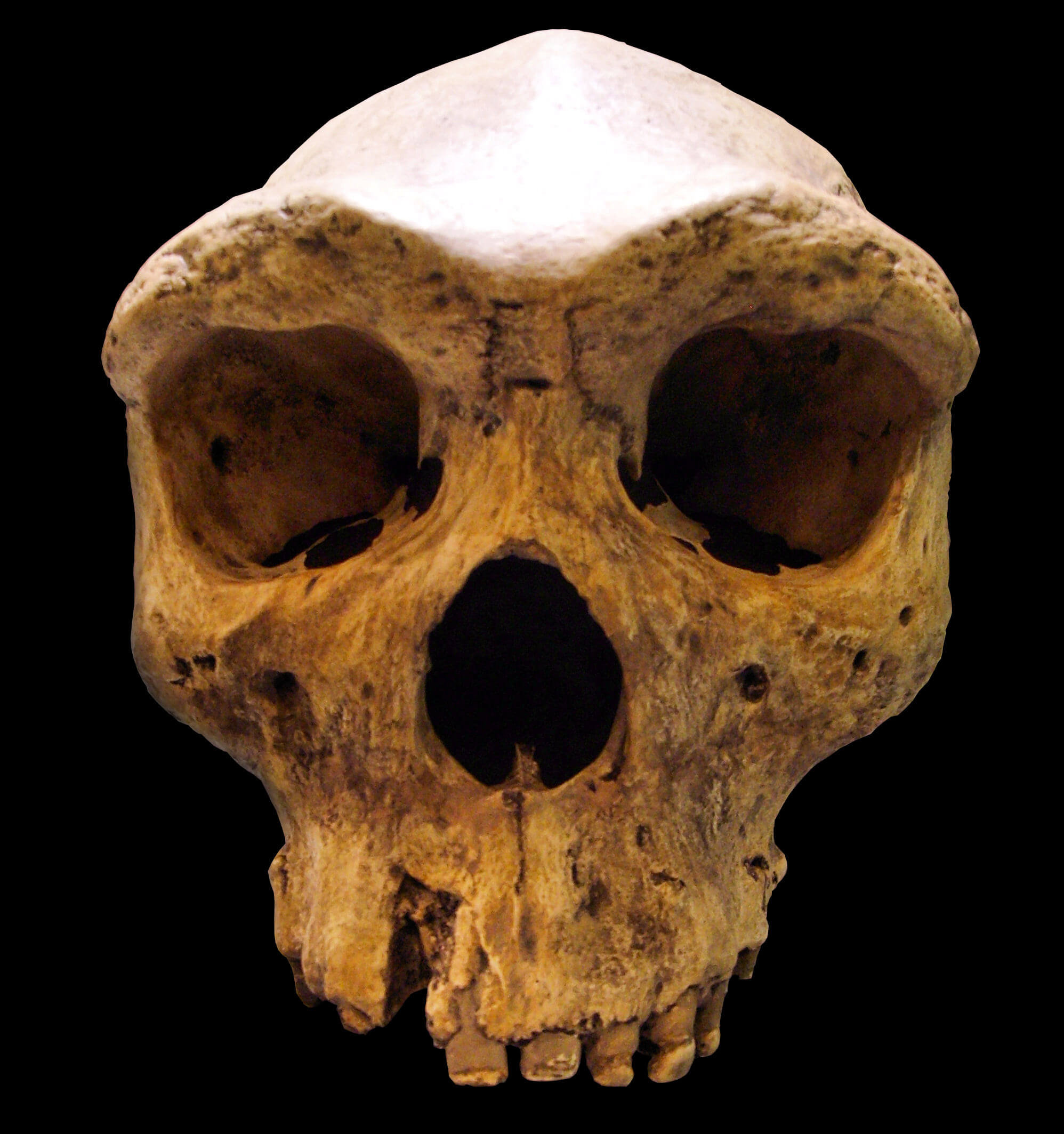
1921年にブロークンヒル（現：ザンビアのカブウェ）で発見されたホモ・ローデシエンシスの頭蓋骨

ホモ・エレクトス（原人）から進化して旧人類が生まれ、さらに進化して現生人類が生まれたと考えられている。旧人類の脳容積は現生人類に非常に近いことから、たまに学名「ホモ・サピエンス」に含まれる。旧人類は平均して1,200-1,400立方センチメートルの脳容積を持っていたが、この範囲は現生人類の範囲と重なる。旧人類は頭蓋骨が厚く、眼窩上隆起が発達しており、おとがいが欠如していることから解剖学的現生人類と区別されている。
解剖学的現生人類はおよそ20万年前に出現した。トバ・カタストロフ理論によると、トバ火山の大噴火によって旧人類は7万年前から少しずつ減少していく。ヒト属の非現生種は3万年前までは生存していたことが確実であり、もしかすると1万年前までは生き残っていたかもしれないと見られている。「旧人類」の定義はこの言葉を用いる者によって異なる。近年の遺伝学的研究の研究によると、現生人類は、旧人（少なくともネアンデルタール人とデニソワ人）と交配していた可能性がある。他の研究は現生人類と古代人が共有する遺伝子マーカーの源となる混合物について、50万-80万年前の祖先の元来の特性を示すものとして疑問を呈している。
比較的最近の11,500年前まで中国に生息していた馬鹿洞人に関する新しい証拠は他にもグループが存在したかもしれないことを示唆する。ロンドン自然史博物館のクリス・ストリンガーはこの人々が現生人類とデニソワ人が交配した結果である可能性を示唆している。一方で、他の科学者はその独自の特徴がヒト集団に予想される範囲内であると見て依然として懐疑的である。

## 用語と定義
旧人類区分には取り決められた定義がない。定義の一つでは、ホモ・サピエンスは旧人類と現生人類を含む複数の亜種を内包する単一種である。この定義においては現生人類はホモ・サピエンス・サピエンスと呼ばれ、旧人類にも接頭辞の「ホモ・サピエンス」がつけられる。例えば、ネアンデルタール人は「ホモ・サピエンス・ネアンデルターレンシス」となり、ホモ・ハイデルベルゲンシスも「ホモ・サピエンス・ハイデルベルゲンシス」とされる。他の分類学者は旧人類と現生人類を単一種としてではなく、複数の異なる種と見なしている。この見方をする場合には標準的な分類である、ホモ・ローデシエンシスやホモ・ネアンデルターレンシスが用いられている。
旧型ホモ・サピエンスと現生人類、それからホモ・エレクトスと旧型ホモ・サピエンスを分ける線引きは明確ではない。195,000年前のオモ遺跡にある化石（知られているうちで最古の解剖学的現生人類の化石）、160,000年前のホモ・サピエンス・イダルトゥ、90,000年前のカフゼー遺跡の化石は一目で現生人類と認識することができる。しかしながら、これらの初期現生人類は顕著ではなく中程度に見られる眼窩上隆起をはじめとして、いくつかの原始的な特徴との混合が見られる。

## 脳容積の拡大

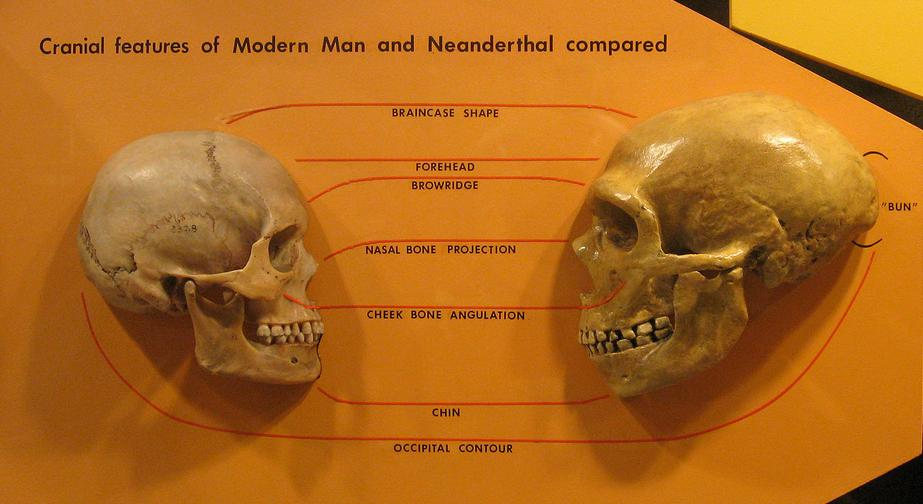
解剖学的現生人類（左）とホモ・ネアンデルターレンシス（右）の頭蓋骨の比較

旧人類の出現はしばしば、断続平衡の例として使用される。種が比較的短期間に重要な生物学的進化をとげる時にこれが発生する。種はその後、次の中断まで非常に長い期間をかけて少しずつ変化していく。旧人類の脳容積はホモ・エレクトスの900立方センチメートルから1300立方センチメートルへと大幅に拡大した。旧人類の期間に人類の脳容積はピークに達し、それ以降は縮小している。

## 言語の起源
ロビン・ダンバーは旧人類が最初に言語を使用したと主張している。ダンバーは脳容積とヒト族の群れの大きさの関係について分析を行い、大きな脳を持っていた旧人類は120人以上のグループを形成して生活していたに違いないと結論付けた。ヒト族が言語を使用せずにこのような大きなグループで生活するのは到底無理であり、さもなければグループは結束できずに崩壊してしまうだろうというのが彼の考えである。これとは対照的に、チンパンジーは最大50人の小さなグループで生活している。